# دیاپالاگودا
دیاپالاگودا (به لاتین: Diyapalagoda) یک منطقهٔ مسکونی در سری‌لانکا است که در استان مرکزی (سری‌لانکا) واقع شده‌است.